# Grande Prêmio da Grã-Bretanha de 1970
Resultados do Grande Prêmio da Grã-Bretanha de Fórmula 1 realizado em Brands Hatch em 18 de julho de 1970. Sétima etapa da temporada, foi vencido pelo austríaco Jochen Rindt, da Lotus-Ford, e marcou a estreia de seu companheiro de equipe, o brasileiro Emerson Fittipaldi, futuro bicampeão mundial.

## Resumo

### Estreia de Emerson Fittipaldi
Filho de Wilson Fittipaldi, célebre radialista da Jovem Pan e primeiro narrador de corridas no rádio brasileiro, Emerson Fittipaldi passou pelo motociclismo e pelo kart antes de fixar-se nos monopostos chegando ao título do Campeonato Brasileiro de Fórmula Vê e do Campeonato Brasileiro de Fórmula Ford até desembarcar no Reino Unido em março de 1969. Nesse mesmo ano conquistou o título do Campeonato Britânico de Fórmula 3 e chamou a atenção da Jim Russell Driving School.
Tal desempenho foi notado também por Frank Williams (dono da Frank Williams Racing Cars, representada no grid por um De Tomaso) e de Colin Chapman, o todo-poderoso da Lotus. Convidado por este para ser o terceiro piloto do time ao lado de Jochen Rindt e John Miles, o brasileiro preferiu disputar meia temporada de Fórmula 2 antes de subir para a categoria principal. Temeroso que o dirigente britânico dispensasse os seus talentos, Fittipaldi foi surpreendido pelo assentimento de Chapman e num aperto de mãos selaram o acordo. Ao estrear em Brands Hatch com um Lotus 49, Emerson Fittipaldi foi o antepenúltimo colocado num grid formado por vinte e três carros, mas estava feliz por estar ao lado de Graham Hill, seu ídolo e piloto da Rob Walker Racing Team.
Graças à estreia de Emerson Fittipaldi, a etapa britânica passou para a história como a primeira a ser transmitida pela televisão brasileira através da Rede de Emissoras Independentes, formada pela TV Record de São Paulo (canal 7) e a TV Rio do Rio de Janeiro (canal 13), com narração de Wilson Fittipaldi.

### Treinos oficiais
Líder do campeonato oito pontos adiante de Jackie Stewart e Jack Brabham (27 a 19), o austríaco Jochen Rindt marcou a pole position graças ao aprumo de sua Lotus 72 e saiu à frente de Jack Brabham, da equipe homônima, e de Jacky Ickx, corredor da Ferrari, enquanto Jackie Stewart não foi além de um oitavo lugar com sua March 701 posta a serviço da Tyrrell Racing Organisation.
Nesta prova a Surtees estreou seu próprio chassis modelo TS7 em substituição ao McLaren M7C utilizado até então por John Surtees, enquanto a Frank Williams Racing Cars providenciou um novo De Tomaso para Brian Redman, mas um defeito no eixo traseiro o impediu de largar. Já o alemão Rolf Stommelen não correu porque destroçou sua Brabham num acidente do qual saiu ileso, felizmente. Por outro lado, Mario Andretti (ausente desde o terceiro lugar na Espanha com sua March patrocinada pela STP) e Clay Regazzoni (a Ferrari o substituiu por Ignazio Giunti na França) retornaram à categoria.
Em meio ao calor da disputa soube-se que Jochen Rindt comunicou a Colin Chapman sua decisão de aposentar-se ao final da temporada, mas antes quem encerrou a carreira em Brands Hatch foi o lendário piloto e construtor norte-americano, Dan Gurney.

### Vitória de Jochen Rindt
Na hora da largada, Jacky Ickx e Jack Brabham foram mais rápidos e deixaram Jochen Rindt em terceiro, com o belga liderando o pelotão por seis giros, mas na volta seguinte Rindt superou Brabham na curva Paddock Bend e quase ao mesmo tempo a Ferrari de Ickx quebrou o diferencial e o austríaco assumiu a liderança com sua Lotus 72, mantendo-a por sessenta e duas voltas. Contudo o excelente rendimento de Jack Brabham e sua Brabham BT33 impediu que a diferença entre ambos ultrapassasse a casa dos dois segundos. Durante quase todo esse interregno, devemos destacar o excelente terceiro lugar de Jackie Oliver, traído pelo motor de sua BRM na volta cinquenta e quatro quando a McLaren de Denny Hulme herdou tal posição. Duas voltas antes, o campeão mundial Jackie Stewart abandonara a prova devido a uma falha na embreagem.
Mais uma vez a sorte da prova mudou quando os rivais cruzaram a Paddock Bend, pois na volta sessenta e nove Rindt errou uma passagem de marcha e Brabham o superou estabelecendo a volta mais rápida da prova no giro seguinte. Tal era o ímpeto do tricampeão australiano que o mesmo parecia destinado a uma vitória certa, mas tal como em Mônaco, o imponderável negou-lhe o triunfo, pois na descida de Clearways, antes da última curva do traçado, a Clark, o motor Ford de sua Brabham falhou por falta de gasolina e assim Jochen Rindt foi recompensado com a vitória enquanto Jack Brabham arrastou-se e cruzou em segundo lugar marcando tanto o último pódio quanto os últimos pontos de sua longeva carreira. Para Denny Hulme e sua McLaren, entretanto, o terceiro lugar foi motivo de celebração por conta das dificuldades enfrentadas pelo neozelandês, cujo desempenho foi limitado pelas graves queimaduras em uma das mãos no dia 12 de maio enquanto treinava para correr as 500 Milhas de Indianápolis. A zona de pontuação foi completada por Clay Regazzoni, de volta à Ferrari, Chris Amon sua March e Graham Hill a bordo de uma Lotus da Rob Walker Racing Team.
Quanto ao infortúnio de Jack Brabham surgiu uma explicação: o veterano perdeu a corrida porque seu carro tinha um litro de gasolina a menos que o necessário para completar o Grande Prêmio, graças ao erro de cálculo de um  certo Ron Dennis, chefe dos mecânicos da Brabham.
Para que Jochen Rindt pudesse comemorar seu triunfo, porém, foi preciso reverter a desclassificação imposta pelos organizadores da prova sob alegação de irregularidades nas aletas do seu carro. Após certa confusão os juízes revisores corroboraram o resultado de pista e assim a Lotus comemorou tanto a sua quadragésima vitória quanto o oitavo lugar do estreante Emerson Fittipaldi, primeiro brasileiro a guiar na Fórmula 1 desde Fritz d'Orey no Grande Prêmio dos Estados Unidos de 1959.
Com os resultados da prova britânica, Jochen Rindt liderava o mundial de pilotos com 36 pontos e a Lotus ponteava o mundial de construtores com 41.

### 50 anos depois
Mesmo guiando um carro obsoleto e prejudicado por uma fissura no escapamento (resultando em perda de potência), Emerson Fittipaldi estava feliz com seu desempenho e cinquenta anos depois da sua estreia declarou: "Quando eu estreei, pensei: se eu morrer, vou morrer contente. Só queria guiar num GP de Fórmula 1".

## Classificação da prova
| Pos.   | Nº | Piloto               | Construtor         | Voltas | Tempo/Diferença      | Grid | Pontos |
| ------ | -- | -------------------- | ------------------ | ------ | -------------------- | ---- | ------ |
| 1      | 5  | Jochen Rindt         | Lotus-Ford         | 80     | 1:57:02.0            | 1    | 9      |
| 2      | 17 | Jack Brabham         | Brabham-Ford       | 80     | + 32.9               | 2    | 6      |
| 3      | 9  | Denny Hulme          | McLaren-Ford       | 80     | + 54.4               | 5    | 4      |
| 4      | 4  | Clay Regazzoni       | Ferrari            | 80     | + 54.8               | 6    | 3      |
| 5      | 16 | Chris Amon           | March-Ford         | 79     | + 1 volta            | 17   | 2      |
| 6      | 14 | Graham Hill          | Lotus-Ford         | 79     | + 1 volta            | 22   | 1      |
| 7      | 2  | François Cevert      | March-Ford         | 79     | + 1 volta            | 14   |        |
| 8      | 28 | Emerson Fittipaldi   | Lotus-Ford         | 78     | + 2 voltas           | 21   |        |
| 9      | 27 | Ronnie Peterson      | March-Ford         | 72     | + 8 voltas           | 13   |        |
| NC     | 29 | Pete Lovely          | Lotus-Ford         | 69     | + 11 voltas          | 23   |        |
| Ret    | 32 | Dan Gurney           | McLaren-Ford       | 60     | Pressão do óleo      | 11   |        |
| Ret    | 22 | Pedro Rodríguez      | BRM                | 58     | Acidente             | 15   |        |
| Ret    | 23 | Jackie Oliver        | BRM                | 54     | Motor                | 4    |        |
| Ret    | 1  | Jackie Stewart       | March-Ford         | 52     | Embreagem            | 8    |        |
| Ret    | 20 | John Surtees         | Surtees-Ford       | 51     | Pressão do óleo      | 19   |        |
| Ret    | 8  | Henri Pescarolo      | Matra              | 41     | Acidente             | 12   |        |
| Ret    | 7  | Jean-Pierre Beltoise | Matra              | 24     | Roda                 | 10   |        |
| Ret    | 26 | Mario Andretti       | March-Ford         | 21     | Suspensão            | 9    |        |
| Ret    | 15 | Jo Siffert           | March-Ford         | 19     | Suspensão            | 20   |        |
| Ret    | 6  | John Miles           | Lotus-Ford         | 15     | Motor                | 7    |        |
| Ret    | 24 | George Eaton         | BRM                | 10     | Pressão do óleo      | 16   |        |
| Ret    | 3  | Jacky Ickx           | Ferrari            | 6      | Transmissão          | 3    |        |
| DNS    | 11 | Andrea de Adamich    | McLaren-Alfa Romeo |        | Vazou combustível    | 18   |        |
| DNS    | 18 | Rolf Stommelen       | Brabham-Ford       |        | Acidente nos treinos |      |        |
| DNS    | 25 | Brian Redman         | De Tomaso-Ford     |        | Problema no eixo     |      |        |
| Fonte: |    |                      |                    |        |                      |      |        |

## Tabela do campeonato após a corrida
|        | Pos. | Piloto         | Pontos |
| ------ | ---- | -------------- | ------ |
|        | 1    | Jochen Rindt   | 36     |
| 1      | 2    | Jack Brabham   | 25     |
| 1      | 3    | Jackie Stewart | 19     |
| 1      | 4    | Denny Hulme    | 16     |
| 1      | 5    | Chris Amon     | 14     |
| Fonte: |      |                |        |

|        | Pos. | Construtor   | Pontos |
| ------ | ---- | ------------ | ------ |
|        | 1    | Lotus-Ford   | 41     |
|        | 2    | March-Ford   | 33     |
|        | 3    | Brabham-Ford | 27     |
|        | 4    | McLaren-Ford | 23     |
|        | 5    | Matra        | 15     |
| Fonte: |      |              |        |

- Nota: Somente as primeiras cinco posições estão listadas. Em 1970 os pilotos computariam seis resultados nas sete primeiras corridas do ano e cinco nas últimas seis. Neste ponto esclarecemos: na tabela dos construtores figurava somente o melhor colocado dentre os carros de um time.